# Pukkisaari (ö i Kymmenedalen, Kouvola, lat 60,96, long 26,22)
Pukkisaari är en ö i Finland. Den ligger i sjön Iso Valkjärvi och i kommunen Itis i den ekonomiska regionen  Kouvola ekonomiska region  och landskapet Kymmenedalen, i den södra delen av landet, 110 km nordost om huvudstaden Helsingfors. Öns area är 6,7 hektar och dess största längd är 0,6 kilometer i öst-västlig riktning.